# 1828
| [ Edytuj tabelę ]                                   | |
| Król Polski (tytularny)                             | - 1825 Mikołaj I Romanow 1830 |
| Emir Afganistanu                                    | - 1818 Al-Rajuo Ballaha 1842 |
| Współksiążęta Andory                                | - 1827 Simó Rojas de Guardiola y Hortoneda 1851 - 1824 Karol X Burbon 1830                                                                                 |
| Prezydent Argentyny                                 | - 1828 gen. Manuel Dorrego 1828 |
| Cesarz Austrii                                      | - 1804 Franciszek II Habsburg 1835 |
| Król Bawarii                                        | - 1825 Ludwik I 1848 |
| Prezydent Boliwii                                   | - 1826 Antonio José de Sucre 1828 - 1828 José Miguel de Velasco 1828 - 1828 Pedro Blanco 1828                                                              |
| Cesarz Brazylii                                     | - 1822 Pedro I 1831 |
| Sułtan Brunei                                       | - 1807 Muhammad Kanzul Alam 1829 - 1825 Muhammad Alam 1828                                                                                                 |
| Prezydent Chile                                     | - 1827 Francisco Antonio Pinto Díaz 1829 |
| Cesarz Chin                                         | - 1820 Daoguang 1850 |
| Król Czech                                          | - 1792 Franciszek II Habsburg 1835 |
| Król Danii                                          | - 1808 Fryderyk VI 1839 |
| Dalajlama                                           | - 1816 Cultrim Gjaco 1837 |
| Władca Egiptu                                       | - 1805 Muhammad Ali 1848 |
| Premier Francji                                     | - 1821 Jean-Baptiste de Villèle 1828 - 1828 Jean-Baptiste de Martignac 1829                                                                                |
| Król Francji                                        | - 1824 Karol X Burbon 1830 |
| Prezydent Grecji                                    | - 1827 Joanis Kapodistrias 1830 |
| Prezydent Haiti                                     | - 1818 Jean-Pierre Boyer 1843 |
| Król Hawajów                                        | - 1824 Kamehameha III 1854 |
| Król Hiszpanii                                      | - 1813 Ferdynand VII 1833 |
| Król Holandii                                       | - 1815 Wilhelm I 1840 |
| Szach Iranu                                         | - 1797 Fath Ali Szah 1834 |
| Państwo Wielkich Mogołów                            | - 1806 Akbar Szah II 1837 |
| Król Irlandii                                       | - 1820 Jerzy IV Hanowerski 1830 |
| Cesarz Japonii                                      | - 1817 Ninkō 1846 |
| Kalif                                               | - 1808 Mahmud II 1839 |
| Prezydent Kolumbii                                  | - 1827 Simón Bolívar 1830 |
| Patriarcha Konstantynopola                          | - 1826 Agatangel 1830 |
| Władca Korei                                        | - 1800 Sunjo 1834 |
| Emir Kuwejtu                                        | - 1814 Dżabir I 1859 |
| Książę Liechtensteinu                               | - 1805 Jan I 1836 |
| Wielki książę Luksemburga                           | - 1815 Wilhelm I 1840 |
| Sułtan Maroka                                       | - 1822 Abd ar-Rahman 1859 |
| Prezydent Meksyku                                   | - 1824 Guadalupe Victoria 1829 |
| Książę Monako                                       | - 1819 Honoriusz V 1841 |
| Król Nawarry                                        | - 1824 Karol X 1830 |
| Król Nepalu                                         | - 1816 Rajendra 1847 |
| Premier Nepalu                                      | - 1806 Bhimsen Thapa 1837 |
| Król Norwegii                                       | - 1818 Karol III Jan 1844 |
| Sułtan Omanu                                        | - 1807 Sa’id ibn Sultan 1856 |
| Papież                                              | - 1823 Leon XII 1829 |
| Konsul Paragwaju                                    | - 1814 José Gaspar Rodríguez de Francia 1840 |
| Książę Parmy i Piacenzy                             | - 1814 Maria Ludwika 1847 |
| Prezydent Peru                                      | - 1827 José de La Mar 1829 |
| Król Portugalii                                     | - 1826 Piotr IV 1828 - 1828 Maria II 1828 - 1828 Michał 1834                                                                                               |
| Król Prus                                           | - 1797 Fryderyk Wilhelm III 1840 |
| Car Rosji                                           | - 1825 Mikołaj I 1855 |
| Król Saksonii                                       | - 1827 Antoni Wettyn 1836 |
| Kapitanowie Regenci San Marino                      | - 1827 Lodovico Belluzzi Vincenzo Braschi 1828 - 1828 Francesco Maria Belluzzi Francesco Guidi Giangi 1828 - 1828 Luigi Giannini Giacomo Antonio Tini 1829 |
| Książę Serbii                                       | - 1815 Miłosz I Obrenowić 1839 |
| Król Sardynii                                       | - 1821 Karol Feliks 1831 |
| Król Szwecji                                        | - 1818 Karol XIV Jan 1844 |
| Król Tajlandii                                      | - 1824 Rama III 1851 |
| Sułtan Turków                                       | - 1808 Mahmud II 1839 |
| Prezydent USA                                       | - 1825 John Quincy Adams 1829 |
| Król Węgier                                         | - 1792 Franciszek 1835 |
| Monarcha Wielkiej Brytanii                          | - 1820 Jerzy IV 1830 |
| Premier Wielkiej Brytanii                           | - 1827 Frederick Robinson 1828 - 1828 Arthur Wellesley 1830                                                                                                |
| Cesarz Wietnamu                                     | - 1820 Minh Mạng 1841 |
| Prezydent Wielkiej Kolumbii                         | - 1819 Simón Bolívar 1830 |
| Prezydent Zjednoczonych Prowincji Ameryki Środkowej | - 1825 Manuel José Arce 1829 |

Rok 1828 / MDCCCXXVIII
stulecia: XVIII wiek ~
XIX wiek ~
XX wiek

dziesięciolecia:
1790–1799 •
1800–1809 •
1810–1819 •
1820–1829
• 1830–1839
• 1840–1849
• 1850–1859

lata: 1818 «
1823 «
1824 «
1825 «
1826 «
1827 «
1828
» 1829
» 1830
» 1831
» 1832
» 1833
» 1838

## Wydarzenia w Polsce
- 28 stycznia – został utworzony Bank Polski Królestwa Polskiego.
- 17 maja – hrabina Anna Jadwiga Sapieżyna sprzedała dobra szydłowieckie (miasto, 22 wsie i folwarki) Skarbowi Królestwa Polskiego.
- 23 czerwca – początek budowy Cytadeli Twierdzy Poznań.
- 8 listopada – Aleksander Fredro poślubił Zofię Jabłonowską.
- 15 grudnia – założono Sprzysiężenie Wysockiego.

- Powstanie Banku Polskiego w zaborze rosyjskim.

## Wydarzenia na świecie
- 22 stycznia – Arthur Wellesley został premierem Wielkiej Brytanii.
- 10 lutego – 30 Aborygenów zginęło w masakrze w Cape Grim (Tasmania) dokonanej przez 4 pasterzy uzbrojonych w broń palną.
- 22 lutego – zakończyła się ostatnia wojna rosyjsko-perska; Rosja uzyskała chanat erywański (terytorium obecnej Armenii) i rejon Nachiczewanu oraz 20 mln rubli srebrem kontrybucji, zaś zwycięski wódz Iwan Paskiewicz - późniejszy generał-gubernator Królestwa Polskiego - otrzymał tytuł „hrabiego Erywańskiego” i milion rubli asygnatami.
- 29 marca – w Lipsku odbyła się premiera opery Wampir Heinricha Marschnera.
- 18 kwietnia – José María Pérez de Urdininea został prezydentem Boliwii.
- 20 kwietnia – francuski podróżnik René-Auguste Caillié jako pierwszy w epoce nowożytnej niewierny dotarł do Timbuktu.
- 26 kwietnia – wybuchła wojna rosyjsko-turecka.
- 27 kwietnia – otwarto ogród zoologiczny w Londynie.
- 26 maja – na ulicach Norymbergi pojawił się Kaspar Hauser; tajemniczy znajda okrzyknięty „sierotą Europy” miał mieć powiązania z wielkoksiążęcą dynastią badeńską, a jego postać zainspirowała licznych artystów, m.in. Paula Verlaine’a (wiersz Kaspar Hauser śpiewa) i Wernera Herzoga (Zagadka Kaspara Hausera).

- Ogłoszono niepodległość Urugwaju.

## Urodzili się
- 21 stycznia - Henryk Piotr Kossowski, polski duchowny katolicki, biskup pomocniczy kujawsko-kaliski (zm. 1903)
- 8 lutego – Juliusz Verne, francuski pisarz (zm. 1905)
- 3 marca - Zofia Rudnicka, polska pisarka (zm. 1903)
- 20 marca – Henryk Ibsen, dramaturg norweski (zm. 1906)
- 26 marca - Józef Cybichowski, polski duchowny katolicki, biskup pomocniczy gnieźnieński (zm. 1887)
- 28 marca – Hermann Friedrich Krummacher, niemiecki teolog protestancki (zm. 1890)
- 5 maja - Hermann Haken, niemiecki prawnik, samorządowiec, nadburmistrz Szczecina (zm. 1916)
- 8 maja
  - Charbel Makhlouf, maronicki zakonnik, święty katolicki (zm. 1898)
  - Henri Dunant, szwajcarski filantrop, pacyfista, współtwórca Czerwonego Krzyża (zm. 1910)
- 13 maja – Hannes Finsen, duński polityk, prefekt Wysp Owczych (zm. 1892)
- 23 maja - Helena Kirkorowa, polska aktorka (zm. 1900)
- 7 lipca – Heinrich von Ferstel, austriacki architekt, jeden ze współtwórców architektury Wiednia z drugiej połowy XIX wieku (zm. 1883)
- 9 września – Lew Tołstoj, rosyjski prozaik i myśliciel, twórca tołstoizmu (zm. 1910)
- 15 września – Gustav Gyula Geyer, węgierski przyrodnik (zm. 1900)
- 24 września – Mercedes Molina Ayala, ekwadorska zakonnica, błogosławiona katolicka (zm. 1883)
- 7 października - Abby Maria Hemenway, amerykańska nauczycielka, historyk, wydawczyni, poetka (zm. 1890)
- 10 października – Henrietta Maria Dominici, włoska zakonnica, błogosławiona katolicka (zm. 1894)
- 17 października – Emeryk Hutten-Czapski, kolekcjoner, numizmatyk, uczony (zm. 1896)
- 26 października – Leonard Murialdo, włoski ksiądz, święty katolicki (zm. 1900)
- 29 października - Thomas Francis Bayard, amerykański prawnik, polityk, dyplomata, senator ze stanu Delaware (zm. 1889)
- 17 listopada – Walentyn Paquay, belgijski franciszkanin, błogosławiony katolicki (zm. 1905)
- 18 listopada - John Angel James Creswell, amerykański polityk, senator ze stanu Maryland (zm. 1891)
- 5 grudnia - Mikołaj Haratym, polski dowódca wojskowy, uczestnik powstania styczniowego, zesłaniec (zm. 1900)

- data dzienna nieznana: 
  - Anna An, z domu Xin, chińska męczennica, święta katolicka (zm. 1900)
  - Małgorzata Szewczyk, polska zakonnica, błogosławiona katolicka (zm. 1905)

## Zmarli
- 10 stycznia – Maria od Poczęcia de Batz de Trenquelléon, francuska zakonnica, współzałożycielka marynistek, błogosławiona katolicka (ur. 1789)
- 25 lutego – Dominik Lentini, włoski duchowny katolicki, błogosławiony (ur. 1770)
- 16 kwietnia – Francisco Goya – malarz królewski na dworze w Madrycie i grafik hiszpański (ur. 1746)
- 26 maja – John Oxley, angielski żeglarz i urzędnik kolonialny, podróżnik i odkrywca we wschodniej Australii (ur. 1785)
- 8 sierpnia – Carl Peter Thunberg, szwedzki naturalista, lekarz i botanik (ur. 1743)
- 22 września – Czaka (Zulus Czaka), wódz i zjednoczyciel plemion zuluskich (ur. ok. 1787)
- 19 listopada – Franz Schubert, austriacki kompozytor (ur. 1797)

data dzienna nieznana: 
- Franciszek Kunicki, konsyliarz konfederacji targowickiej (ur. ok. 1750)

## Święta ruchome
- Tłusty czwartek: 14 lutego
- Ostatki: 19 lutego
- Popielec: 20 lutego
- Niedziela Palmowa: 30 marca
- Wielki Czwartek: 3 kwietnia
- Wielki Piątek: 4 kwietnia
- Wielka Sobota: 5 kwietnia
- Wielkanoc: 6 kwietnia
- Poniedziałek Wielkanocny: 7 kwietnia
- Wniebowstąpienie Pańskie: 15 maja
- Zesłanie Ducha Świętego: 25 maja
- Boże Ciało: 5 czerwca